# Episparina gomphiona
Episparina gomphiona är en fjärilsart som beskrevs av George Francis Hampson 1926. Episparina gomphiona ingår i släktet Episparina och familjen nattflyn. Inga underarter finns listade i Catalogue of Life.